# 阿特夫冠
阿特夫冠（羅馬化：ꜣtf）是古埃及神话冥神奥西里斯特有的白色羽毛王冠。它结合了上埃及的白色王冠和两根卷曲的鸵鸟羽毛。羽毛的上端卷曲，底部有轻微的弯曲，这些都是鸵鸟羽毛的特征，这种羽毛与真理女神玛亚特佩戴的羽毛相同。与阿特夫冠类似的是阿蒙佩戴的两羽冠，只不过两羽冠的羽毛是猎鹰的羽毛，这种羽毛更窄、更直，没有曲线。
在古埃及绘画中，带着阿特夫冠的便是奥西里斯，这是他作为冥界统治者的象征。阿特夫冠高大的球状白色部分位于两根鸵鸟羽毛之间，鸵鸟羽毛代表着真理和正义。除去羽毛的部分，阿特夫冠与最早记录于前王朝时期，并作为上埃及法老象征的白色王冠很相似。

## 其他古埃及帽冠
- 下埃及之冠
- 三重阿特夫冠
- 蓝冠
- 上下埃及之冠
- 舒提冠